# سیمون مارسدن
سر سیمون نویل لولین مارسدن (انگلیسی: Simon Marsden؛ ۱ دسامبر ۱۹۴۸ – ۲۲ ژانویهٔ ۲۰۱۲) عکاس و نویسنده اهل بریتانیا بود. او بیشتر به خاطر عکس‌های سیاه و سفید غیرمعمولش از خانه‌های تسخیرشده در سراسر اروپا شناخته می‌شود. او در سال ۱۹۹۷ جانشین برادرش به عنوان بارونت گریمزبی در لینکلن شایر شد.
علاقه خاص مارسدن نقوش «وهم‌آور» مانند قبرستان‌ها و خرابه‌های قدیمی و همچنین افسانه‌ها و داستان‌هایی بود که اغلب با این مکان‌ها مرتبط هستند.